# Lappeenranta Rajaritarit 2014
Questa voce raccoglie le informazioni riguardanti i Lappeenranta Rajaritarit nelle competizioni ufficiali della stagione 2014.

## II-divisioona 2014

### Stagione regolare
| Helsinki 17 maggio 2014, ore 14:00 1ª giornata | Helsinki Wolverines II | 23 – 0 | Lappeenranta Rajaritarit | Velodromo di Helsinki |

| Lappeenranta 25 maggio 2014, ore 14:00 2ª giornata | Lappeenranta Rajaritarit | 6 – 52 | Hämeenlinna Huskies | Ammattikoulun lämmitettävä kenttä |

| Sipoo 7 giugno 2014, ore 14:00 3ª giornata | Sipoo Bulldogs | 0 – 26 | Lappeenranta Rajaritarit | Söderkullan urheilukenttä |

| Lappeenranta 29 giugno 2014, ore 14:00 5ª giornata | Lappeenranta Rajaritarit | 7 – 34 | Hanko Sun City | Lauritsalan kenttä |

| Lappeenranta 6 luglio 2014, ore 14:00 6ª giornata | Lappeenranta Rajaritarit | 48 – 0 | Helsinki Wolverines II | Lauritsalan kenttä |

| Hämeenlinna 12 luglio 2014, ore 16:00 7ª giornata | Hämeenlinna Huskies | 32 – 6 | Lappeenranta Rajaritarit | Pullerin jalkapallokentä |

| Lappeenranta 20 luglio 2014, ore 14:00 Anticipo 9ª giornata | Lappeenranta Rajaritarit | 19 – 30 | Kuopio Steelers | Lauritsalan kenttä |

| Lappeenranta 3 agosto 2014, ore 14:00 8ª giornata | Lappeenranta Rajaritarit | 26 – 6 | Sipoo Bulldogs | Lauritsalan kenttä |

| Kuopio 9 agosto 2014, ore 15:00 Recupero 4ª giornata | Kuopio Steelers | 14 – 18 | Lappeenranta Rajaritarit | Väinölänniemen stadion |

| Hanko 16 agosto 2014, ore 14:00 10ª giornata | Hanko Sun City | 48 – 18 | Lappeenranta Rajaritarit | Rukki Arena |

### Statistiche di squadra
| Competizione      | %Vittorie | In casa | In casa | In casa | In casa | In casa | In casa | In trasferta | In trasferta | In trasferta | In trasferta | In trasferta | In trasferta | Totale | Totale | Totale | Totale | Totale | Totale |
| Competizione      | %Vittorie | G       | V       | N       | P       | Pf      | Ps      | G            | V            | N            | P            | Pf           | Ps           | G      | V      | N      | P      | Pf     | Ps     |
| ----------------- | --------- | ------- | ------- | ------- | ------- | ------- | ------- | ------------ | ------------ | ------------ | ------------ | ------------ | ------------ | ------ | ------ | ------ | ------ | ------ | ------ |
| Stagione regolare | .400      | 5       | 2       | 0       | 3       | 106     | 122     | 5            | 2            | 0            | 3            | 68           | 117          | 10     | 4      | 0      | 6      | 174    | 239    |
| Totale            | .400      | 5       | 2       | 0       | 3       | 106     | 122     | 5            | 2            | 0            | 3            | 68           | 117          | 10     | 4      | 0      | 6      | 174    | 239    |